# Kreislaufwasser
Ein Kreislaufwasser ist eine wässrige Flüssigkeit, die in einem Prozess immerwährend Verwendung findet und dabei zumeist von Pumpen im Kreis gefördert wird. In der Technik wird Kreislaufwasser als Kühlmedium zur Kühlung, also zur Abführung von thermischer Energie, verwendet, im Pflanzenbau (speziell bei der Hydroponik) zur Wiedernutzung der zugesetzten Dünger- und Nährstoffe des Gieß- und Sickerwassers.
Unterschieden wird dabei zwischen einem geschlossenen Kreislauf, wo das Kreislaufwasser niemals mit der Atmosphäre oder dem Prozess selbst direkt in Kontakt kommt, sodass kein Stoffaustausch passieren kann, und einem offenen Kreislauf, wo ein Stoffaustausch erwünscht ist. Oftmals werden dem Kreislaufwasser Additive zugesetzt.

## Gewinnung des Kreislaufwassers
Als Kreislaufwasser kann entweder direkt das Wasser aus einer Fassung genommen werden oder es wird zuvor in einer Wasseraufbereitung gereinigt. Danach erfolgt oftmals eine Konditionierung mit Additiven. Das fertige Wasser wird dann je nach Anwendung Prozesswasser oder auch Füll- und Ergänzungswasser bzw. in der Dampfkesseltechnik Speisewasser genannt.

## Aufbereitung und Konditionierung des Kreislaufwassers
Die Konditionierung erfolgt entsprechend den verfahrenstechnischen oder apparatetechnischen Erfordernissen, um eine oder mehrere der folgenden Eigenschaften des Kreislaufwassers zu verhindern:
- Korrosion
- Fouling
- Erosion
- Erstarrung

Gegenfalls müssen nachfolgende verfahrenstechnische Prozesse durchgeführt werden, um die Eigenschaften des Kreislaufwassers zu erreichen:
- Fällung
- Filtration
- Enthärtung
- Entsalzung
- Entgasung
- Sauerstoffentfernung
- Dosierung
- Hygienisierung

### Auswirkungen falscher Aufbereitung
Bei fehlender oder falscher Aufbereitung der Kreislaufwassers kommt es bei Wärmeerzeugern sehr oft zu Kesselsteinbildung.

### Auswirkungen falscher Konditionierung

#### Natronlauge induzierte Spannungsrisskorrosion
Beim Einsatz von vollentsalztem Wasser mit niedriger Leitfähigkeit (<50 µS/cm) kann es nach alleiniger Konditionierung mit Natronlauge, die eingesetzt wird, um den pH-Wert anzuheben, zu einer Spannungsrisskorrosion kommen. Bei Großwasserraumkesseln wird deshalb vom alleinigen Einsatz von Natrium- oder Kaliumhydroxid als Alkalisierungsmittel abgeraten und stattdessen Trinatriumphosphat empfohlen.

## Richtlinien für Kreislaufwasser

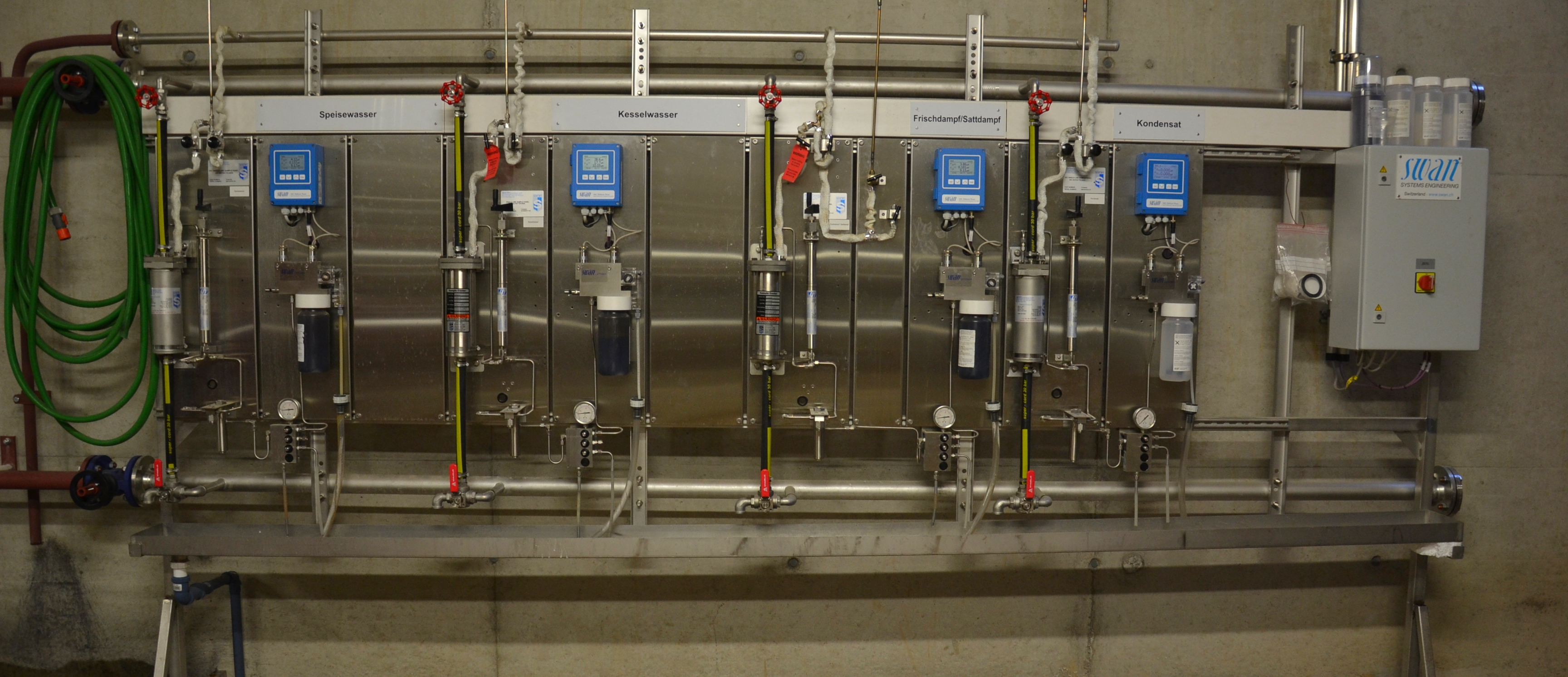
Kontinuierliche Wasseranalysestation eines Nachspeise- und Kreislaufwassers in einem Kraftwerk. Gemessen wird pH und Leitfähigkeit

Je nach Anwendung gibt es unterschiedliche Richtlinien:
- Für Dampfkessel und Heißwasserkessel siehe die Richtlinien für Kessel- und Speisewasser.
- Für Kreislaufwasser in geschlossene Heizungsanlagen bis zu einer Vorlauftemperatur von max. 100 °C gilt die ÖNORM H 5195-1.[4]
- Für Fernwärmeanlagen gibt es mehrere Richtlinien, die der VGB der AGFW und die der TRD 612. So wird nach TRD eine Überwachung nach innerbetrieblicher Anweisung entweder kontinuierlich und registrierend oder diskontinuierlich gefordert. Die Heißwassersysteme können mit salzarmem oder salzhaltigem Kreislaufwasser betrieben werden, wobei langjährige Betriebserfahrungen zeigten, dass salzarmes Wasser Vorteile bietet, da Probleme durch sauerstoffbedingte Korrosion verringert werden. Damit kann bei Betrieb mit salzarmem Kreislaufwasser die Konditionierung vereinfacht und auf den Einsatz von Sauerstoffbindemitteln großteils verzichtet werden. Füll- und Ergänzungswasser sollen so aufbereitet sein, dass sie frei von Erdalkalien (Härte) sind. Das Kreislaufwasser muss von Erdalkalien freigehalten werden (Richtwert < 0,02 mmol/l) und klar und frei von suspendierten Stoffen sein.

| Richtwerte für Kreislaufwasser in Heißwasserkesseln | Einheit | salzarm    | salzhaltig | salzhaltig |
| --------------------------------------------------- | ------- | ---------- | ---------- | ---------- |
| Elektrische Leitfähigkeit bei 25 °C                 | µS/cm   | ≤ 30       | > 30–100   | > 100–1500 |
| pH-Wert bei 25 °C                                   |         | 9,0–10,4 * | 9,0–10,5 * | 9,0–10,5   |
| Sauerstoff (O2)                                     | mg/l    | < 0,1      | < 0,05     | < 0,02     |

## Anwendung
- Kompressorkühlung
- Fernwärme
- Klimatechnik
- Kühlung (Verbrennungsmotor)